# Șirokovo, Ruse
Șirokovo (în bulgară Широково) este un sat în comuna Dve Moghili, regiunea Ruse,  Bulgaria. 

## Demografie
Componența etnică a satului Șirokovo
     Bulgari (98,78%)
     Nicio identificare (1,21%)
     Altele (0%)
La recensământul din 2011, populația satului Șirokovo era de 82 locuitori. Din punct de vedere etnic, majoritatea locuitorilor (98,78%) erau bulgari. Pentru 1,21% din locuitori nu este cunoscută apartenența etnică.